# Madrigalejo
Madrigalejo es un municipio español, en la provincia de Cáceres, comunidad autónoma de Extremadura. Se sitúa al sur de la provincia, siendo el único municipio cacereño que pertenece a la comarca pacense de las Vegas Altas, si bien históricamente ha pertenecido a la Tierra de Trujillo siendo sus tierras propiedad del Real Monasterio de Nuestra Señora de Guadalupe hasta la desamortización de Mendizábal. El pueblo es famoso por ser el lugar de fallecimiento del rey Fernando II de Aragón, más conocido como Fernando el Católico.

## Topónimo
Se trata de un topónimo común en el área castellana; se repite, por ejemplo, en Madrigalejo del Monte (Burgos); o también en Madrigal de la Vera (Cáceres) o en Madrigal de las Altas Torres (Ávila).

## Demografía
Madrigalejo cuenta con una población de 1708 habitantes (INE 2024).
| Gráfica de evolución demográfica de Madrigalejo entre 1842 y 2021 |
| |
| Población de derecho según los censos de población del INE Población de hecho según los censos de población del INEEn este censo se denominaba Madrigalejo -Cabañas-: 1842. |

## Historia
Los antecedentes poblacionales son remotos, como ponen de manifiesto los restos celtas localizados en los alrededores de la población. Existen testimonios de la cultura romana y restos de una fortaleza árabe. Pero quizás el acontecimiento histórico de mayor relevancia sea el haber sido lugar de fallecimiento del rey Fernando el Católico el 23 de enero de 1516. En la época moderna, con la desamortización de Mendizábal, los habitantes del municipio se hicieron con la propiedad de las tierras, las cuales hasta entonces habían estado en manos del Real Monasterio de Nuestra Señora de Guadalupe.
En 1594 formaba parte de la Tierra de Trujillo en la provincia de Trujillo.
A la caída del Antiguo Régimen la localidad se constituye en municipio constitucional en la región de Extremadura, conocido entonces como Madrigalejo Cabañas. Desde 1834 quedó integrado en el partido judicial de Logrosán. En el censo de 1842 contaba con 180 hogares y 986 vecinos.

## Monumentos y lugares de interés
Esta localidad es famosa por ser la última morada de Fernando el Católico, quien falleció en la llamada Casa de Santa María declarada Monumento de Interés Cultural. 
Cuenta además con la iglesia parroquial católica bajo la advocación de San Juan Bautista, en la Archidiócesis de Mérida-Badajoz, Diócesis de Plasencia, arciprestazgo de Navalvillar de Pela. Edificio de bella factura del (siglo XVI), en cuyo exterior destaca la airosa torre campanario. Del contenido artístico que alberga la iglesia destaca el retablo mayor, obra plateresca con pinturas barrocas sobre tabla del siglo XVII. También es mencionable la ermita de la Virgen de las Angustias, sencilla pero cuidada obra barroca del siglo XVIII. 
Entre las obras civiles merecen atención numerosas casas-palacios edificadas entre finales del siglo XIX y principios del siglo XX, y también otras viviendas más modestas pero típicas del entorno. 
Posee, también, bellos paisajes naturales en los alrededores, como la ribera del río Ruecas. Y lugares muy aptos para la práctica de actividades deportivas como la caza y la pesca, tales como el pantano de Sierra Brava.

## Medios de comunicación
Madrigalejo recibe la señal de la TDT del repetidor de televisión de Montánchez.

## Servicios públicos

### Educación
En el pueblo hay un colegio público de educación infantil y primaria, el CEIP Fernando el Católico. También hay un aula de educación para adultos. La educación secundaria puede estudiarse en el IES Lacimurga Constantia Iulia de Navalvillar de Pela.

### Sanidad
Pertenece a la zona de salud de Zorita dentro del área de salud de Cáceres. En el pueblo hay un consultorio de atención primaria, una clínica dental, un podólogo y una farmacia.

## Folclore y costumbres

### Fiestas

#### Jueves de Comadres
El llamado Jueves de Comadres se celebra el jueves anterior al sábado de carnaval, cuarenta días antes de Semana Santa. De origen remoto, la fiesta consiste en una jornada festiva de convivencia entre los vecinos e incluye numerosas actividades como desfiles de carrozas y caballos, concursos de cata de vino, etc. 
Comienza muy temprano, enseguida los jóvenes del pueblo atan a sus bicicletas latas vacías y dan vueltas al pueblo haciendo ruido. A continuación la gente del pueblo y los visitantes se van de romería a la antigua estación de tren. Aunque muchos se desplazan en coche otros prefieren ir de forma tradicional en caballo o carrozas. La comida típica de estas fiestas es la tortilla de patata, las chuletas rebozadas y los huevos rellenos. Es también posible acudir a las barras presentes en el lugar, siempre acompañados por una orquesta de animación. Ya entrada la tarde se celebran los siguientes concursos:
- A la carroza mejor engalanada. Los participantes engalanan sus carrozas y pasean por el pueblo hasta la hora del concurso, en el cual las carrozas desfilan ante el jurado sito en el balcón del ayuntamiento. El jurado otorgará el premio a la carroza cuyos adornos se muestren más cuidados.
- Al mejor caballo. Los caballos demuestran sus habilidades ante el jurado, que otorgará el premio al que demuestre la mayor pericia.

Al caer el día y tras regresar al pueblo, la gente pasea en los remolques cantando canciones típicas.

#### Carnavales
Incluye desfiles, pasacalles y concurso de disfraces los días sábado y domingo de Carnaval. El miércoles se celebra el popular "Entierro de la Sardina". 

#### Semana Santa
Durante la Semana Santa tienen lugar procesiones de diverso interés, entre las cuales destaca la denominada "Carrerita". Esta procesión, que se celebra el Domingo de Resurrección al amanecer, consiste en el encuentro de las figuras de la Virgen María y Jesús Resucitado tras una procesión celebrada a paso ligero, en la que la imagen del cristo es portada por las mozas del pueblo y la virgen, bastante más grande y pesada por los mozos.La procesión termina con las dos imágenes frente a frente, simulando el encuentro entre la madre y su hijo resucitado, con los porteadores arrodillados, tras una frenética carrera final (de ahí el nombre de la procesión)

#### San Juan
La fiesta de San Juan Bautista se celebra el 24 de junio, siendo el mismo patrón del pueblo. Durante esta fiesta, los vecinos asisten a misa y bajan al Santo, tras lo cual se realiza una procesión por las calles del pueblo. Al llegar la noche se celebra una verbena en el barrio de San Juan, con gran animación popular. De forma adicional la cooperativa Sociedad Cooperativa Limitada del Campo "San Juan" se reúne en su sede donde socios y vecinos acuden a un refectorio.

#### Ferias y fiestas de agosto
Entre el 19 y el 22 de agosto se celebran en Madrigalejo las fiestas populares, que incluyen actividades tan diversas como conciertos, espectáculos taurinos, competiciones deportivas, y fuegos artificiales. Durante estas fiestas acuden vecinos de otras poblaciones cercanas y también oriundos desplazados.

## Gastronomía
Son platos típicos de la localidad el arroz con liebre, dado su gran número de cazadores, el gazpacho, el ajo blanco y dulces caseros como son los "escaldaillos".

## Deportes
El municipio cuenta con un equipo de fútbol que en la temporada 2011-2012 juega en la primera regional,y en la temporada 15/16 es campeón de dicha liga además de ganar las eliminatorias para ascender por ello jugará en regional preferente si algunos factores económicos se lo permiten, el U.D. Plus Ultra Madrigalejo.